# Apatura flava
Apatura flava är en fjärilsart som beskrevs av Eduard Honrath 1892. Apatura flava ingår i släktet Apatura och familjen praktfjärilar. Inga underarter finns listade i Catalogue of Life.